# Kathrin Eberl-Ruf
Kathrin Eberl-Ruf (* 1962) ist eine deutsche Musikwissenschaftlerin und  Professorin für Musikwissenschaft.

## Leben
Eberl-Ruf studierte von 1981 bis 1987 Musikwissenschaft an der Martin-Luther-Universität Halle-Wittenberg und von 1983 bis 1985  an der Kirchenmusikschule Halle und schloss mit dem Diplom ab. Von 1987 bis 1990 absolvierte sie ein Forschungsstudium und promovierte über das Thema „Zur Entwicklung der elektroakustischen Musik in der DDR unter besonderer Berücksichtigung kompositorischer Gestaltungsweisen“. Von 1987 bis 1990 hatte sie einen Lehrauftrag an der Spezialklasse für Musik Halle, die seinerzeit eine Außenstelle der Hochschule für Musik und Theater „Felix Mendelssohn Bartholdy“ Leipzig war. Von 1990 bis 1995 war sie als wissenschaftliche Assistentin und von 1995 bis 2008 als wissenschaftliche Mitarbeiterin am Institut für Musik, Abt. Musikwissenschaft, der Universität Halle tätig. 2008 habilitiere sich Eberl-Ruf über das Thema „Musik und bürgerliches Bewusstsein. Untersuchungen zur Stellung und Funktion des städtischen Musikers im ausgehenden 18. und frühen 19. Jahrhundert“ und erhielt die Venia legendi. Von 2008 bis 2012 war sie als Privatdozentin am Institut für Musik, Abt. Musikwissenschaft, der Martin-Luther-Universität Halle-Wittenberg beschäftigt. Seit 2012 hat eine außerplanmäßige Professur für Musikwissenschaft der Universität Halle-Wittenberg inne. Sie ist mit dem Musikwissenschaftler Wolfgang Ruf verheiratet.

## Veröffentlichungen
- Zur Entwicklung des elektroakustischen Musikschaffens in der DDR unter besonderer Berücksichtigung kompositorischer Gestaltungsweisen, 1990 (Dissertation)
- Musikkonzepte – Konzepte der Musikwissenschaft, Kassel : Bärenreiter, 1998, ISBN 3-7618-1536-0 (Hrsg. zusammen mit Wolfgang Ruf)
- Daniel Gottlob Türk – Theoretiker, Komponist, Pädagoge und Musiker, Halle an der Saale : Händel-Haus, 2002, ISBN 3-910019-18-8
  - Daniel Gottlob Türk – ein städtischer Musiker im ausgehenden 18. Jahrhundert, Beeskow : Ortus-Musikverl., 2011, ISBN 978-3-937788-21-0
- Musikkultur in Sachsen-Anhalt seit dem 16. Jahrhundert, Halle : Landesheimatbund Sachsen-Anhalt, 2007, ISBN 978-3-940744-05-0
- Bürgerliches Musizieren im mitteldeutschen Raum des 18. Jahrhunderts, Halle (Saale) : Landesheimatbund Sachsen-Anhalt, 2010, ISBN 978-3-940744-39-5